# Andi Bajc
Andi Bajc, slovenski kolesar, * 14. november 1988, Šempeter pri Gorici.
Bajc je nekdanji profesionalni kolesar, ki je tekmoval za ekipe Radenska–PowerBar, Manisaspor Cycling Team, Amplatz–BMC in Team Felbermayr–Simplon Wels med letoma 2007 in 2022. Leta 2015 je zmagal na dirki Beograd–Banja Luka ter bil drugi na Dirki po Madžarski in dirki Raiffeisen Grand Prix.